# Super Seria 2006: Milicz
Super Seria 2006: Milicz, Grand Prix Polski – indywidualne, czwarte i ostatnie w 2006 r. zawody siłaczy z cyklu Super Serii.
Data: 12 sierpnia 2006

Miejsce: Milicz  Polska
WYNIKI ZAWODÓW:
| Miejsce | Zawodnik             | Kraj              | Punkty |
| ------- | -------------------- | ----------------- | ------ |
| 1.      | Mariusz Pudzianowski | Polska            | 83     |
| 2.      | Jarosław Dymek       | Polska            | 67,5   |
| 3.      | Sebastian Wenta      | Polska            | 62,5   |
| 4.      | Sławomir Toczek      | Polska            | 61,5   |
| 5.      | Mark Felix           | Grenada           | 53,5   |
| 6.      | Tarmo Mitt           | Estonia           | 48,5   |
| 7.      | Darren Sadler        | Anglia            | 46     |
| 8.      | Raivis Vidzis        | Łotwa             | 45     |
| 9.      | Brian Irwin          | Irlandia Północna | 13     |
| 9.      | Jimmy Marku          | Anglia            | 13     |
| 11.     | Robert Brolin        | Szwecja           | 5,5    |

Czterech najlepszych zawodników zakwalifikowało się do indywidualnych Mistrzostw Świata Strongman 2006.